# Robert Wilson (Schriftsteller)
Robert Wilson (* 1957) ist ein britischer Krimi-Autor.

## Leben
Wilson studierte englische Literatur in Oxford und arbeitete jahrelang in vielen verschiedenen Berufen, bevor er seine Schriftstellerkarriere mit vier Romanen begann, die in Westafrika spielen und den britischen Privatdetektiv und Säufer Bruce Medway zur Zentralfigur haben. Nach zwei politischen Thrillern legte er 2003 den ersten Teil einer inzwischen weltweit erfolgreichen Serie von Kriminalromanen um den im spanischen Sevilla tätigen Chefinspektor Javier Falcon vor.
Robert Wilson lebt in Portugal.

## Auszeichnungen
- 1999 Gold Dagger für A Small Death in Lisbon
- 2003 Deutscher Krimipreis (Kategorie: International 1) für Tod in Lissabon
- 2006 Gumshoe Award für The Vanished Hands

## Werke

### Bruce-Medway-Reihe
- 1995 Instruments of Darkness
- 1996 The Big Killing
- 1997 Blood is Dirt
- 1997 A Darkening Stain

### Lissabon-/Spionage-Reihe
- 1999 A Small Death in Lisbon, London : HarperCollins, 1999, ISBN 978-0-425-18423-3
  - Tod in Lissabon, dt. von Kristian Lutze; München: Goldmann 2002. ISBN 3-442-45218-X
- 2001 The Company of Strangers
  - Das verdeckte Gesicht, dt. von Kristian Lutze; München: Goldmann 2003. ISBN 3-442-45219-8

### Javier-Falcon-Reihe
- 2003 The Blind Man of Seville
  - Der Blinde von Sevilla, dt. von Kristian Lutze; München: Goldmann 2004. ISBN 3-442-45637-1
- 2004 The Silent and The Damned / US-Titel: The Vanished Hands
  - Die Toten von Santa Clara, dt. von Kristian Lutze; München: Page & Turner 2005. ISBN 3-442-20294-9
- 2006 The Hidden Assassins
  - Die Maske des Bösen, dt. von Kristian Lutze; München: Page & Turner 2007. ISBN 3-442-20314-7
- 2009 The Ignorance of Blood
  - Andalusisches Requiem, dt. von Kristian Lutze; München: Page & Turner 2009. ISBN  978-3-442-20316-1

Wilsons Javier-Falcon-Reihe wurde 2012 Vorlage der TV-Miniserie Falcón – als Coproduktion von Sky (Großbritannien), Canal+ (Spanien) und ZDF – mit vier Episoden, die im November und Dezember 2012 in Großbritannien auf Sky Atlantic ausgestrahlt wurden. Die Rolle von Chefinspektor Falcón spielte Marton Csokas.

### Charles-Boxer-Reihe
- 2013 Capital Punishment
  - Stirb für mich, dt. von Kristian Lutze; München: Page & Turner 2013. ISBN 978-3-442-20422-9
- 2014 You Will Never Find Me
  - Ihr findet mich nie, dt. von Kristian Lutze; München: Page & Turner 2014. ISBN 978-3442204397
- 2015 Stealing People
  - Die Stunde der Entführer, dt. von Kristian Lutze; München: Goldmann 2016. ISBN 978-3-442-31428-7
- 2016 Hear No Lies
  - Wer Lügen sät, dt. von Kristian Lutze; München: Goldmann 2017. ISBN 978-3-442-31453-9